# Тринито
Три́нито (болг. Трънито) — село в Габровській області Болгарії. Входить до складу общини Габрово.

## Населення
За даними перепису населення 2011 року у селі проживали 152 особи, з них 146 осіб (99,3%) — болгари.
Розподіл населення за віком у 2011 році:
Динаміка населення: